# Олександр Біда
Олександр Біда (фр. Alexandre Bida; 1813, Тулуза — 1895, Бюль, Верхній Рейн, Німеччина) — французький живописець, ілюстратор, представник романтичного напряму в європейському живописі.

## Біографія
Олександр Біда здобув художню освіту у Парижі під керівництвом Ежена Делакруа. Маючи талант і схильність до точності в деталях і завдяки прагненню до досконалості, він незабаром створив свій власний стиль.
У молодості Біда багато разів подорожував Сходом, відвідав Єгипет, Грецію, Туреччину, Ліван і Палестину. Поїздки дали йому багатий матеріал для картин.
Після персональних виставок, проведених у 1847—1861 роках, Олександр Біда став відомим художником-орієнталістом.
1873 року ілюстрував Біблію. Особливо відомі його двадцять вісім гравюр, які свідчать про близьке знайомство художника з біблійними місцевостями, зображеними ним.
Крім того, він малював для журналу «Tour du monde» і видав ілюстровані збори творів Альфреда де Мюссе (10 т., 1866).